# Masovna grobnica Križanov jarek
Masovna grobnica Križanov jarek, masovna grobnica na lokaciji Križanovom jarku u Općini Đurmancu u Zagrebačkoj županiji. Zasad su utvrđeni ostatci najmanje 82 osobe, a radi se o žrtvama jugokomunističkih zločina nakon završetka Drugog svjetskog rata.

## Povijest nalaska
Ministarstvo hrvatskih branitelja, kao i u slučaju provedenih istraživanja na Gračanima, istraživanjima na Maceljskoj gori pristupa sustavno i temeljito, uz potporu Udruge Macelj 1945. Kvalitetna suradnja uspostavljena je još tijekom mjeseca rujna 2019. godine kada su provedeni zajednički terenski izvid čime su prikupljena vrijedna saznanja o grobištima na ovome području.
Sama priprema terenskog istraživanja započela je tijekom rujna 2019. godine kada su obavljeni terenski izvidi i snimanje iz zraka mogućih lokacija grobišta na širem području općine Brdovca. Tijekom postupka pripreme, ali i za vrijeme same terenske obrade obavljeni su razgovori s mještanima koji su nudili svoja raspoloživa saznanja o grobištima. Ministarstvo je prvu fazu terenskog istraživanja provelo tijekom siječnja 2020. godine. Tijekom dva tjedna, od 4. do 15. svibnja 2020. godine, Ministarstvo hrvatskih branitelja, u sklopu šire akcije otkrivena je masovna grobnica Prudnice. Završetkom ekshumacije u Brdovcu, Uprava za zatočene i nestale Ministarstva hrvatskih branitelja započinje terenska istraživanja na području Općine Đurmanca, odnosno Maceljske gore koja započinju od ponedjeljka 18. svibnja 2020. godine. Masovna grobnica u Križanovom jarku otkrivena je dva tjedna poslije. Ministarstvo je htjelo jasno propisanim postupkom osigurati sustavni pristup u obradi grobišta Drugog svjetskog rata i poslijeratnog razdoblja.
18. svibnja 2020. godine započelo je terenska istraživanja, odnosno probna iskapanja. Već drugi dan istraživanja na području zvanom Križanov jarek pronađena je masovna grobnica. Obradi se pristupilo po svim pravilima struke, pri čemu su ekshumirani posmrtni ostaci najmanje 82 žrtve poslijeratnog razdoblja iz grobnice dimenzija 4x4,6 m. Dokumentiranje grobnice i nalaza provedeno je s totalnom stanicom koju kao dio standardnog postupanja provodi Uprava za zatočene i nestale, a prilikom obrade grobnice ponovno je svoju potporu pružila Služba kriminalističke tehnike Ravnateljstva policije koja je skenirala i izradila 3D model grobnice.
Dokumentiranja nalazišta sprovodi se korištenjem 3D laserskog skenera. Služba kriminalističke tehnike Ravnateljstva policije pružila je podršku u vidu opreme i ljudstva pri dokumentiranju i rekonstrukciji 3D modela grobnice, čime se dodatno ojačala već uhodana metodologija Hrvatskog modela za traženje nestalih osoba. Svrha ovakvog sveobuhvatnog istraživanja, odnosno dokumentiranja je prikupljanje što više podataka da bi se dostupni podatci mogli analizirati te da bi pridonijeti kvalitetnoj rekonstrukciji okolnosti stradanja žrtava. U više navrata Ministarstvo hrvatskih branitelja isticalo je kako se samo jasno definiranim pravilima i pristupom može provoditi sustavno istraživanje.
Usporedno s ekshumacijom, probnim iskapanjima pregledalo se oko 313 m2 terena na drugom dijelu Križanovog jareka za koja su saznanja ukazivala u postojanje drugog grobišta, međutim posmrtni ostatci tada nisu pronađeni. Provedba terenskih istraživanja nastavlja se i dalje tijekom mjeseca lipnja 2020. te je planirana obrada još nekoliko lokacija na području zvanom Volovčica i Lepa Bukva u prvoj fazi rada. O svim rezultatima i nalazima pravovremeno ćemo obavještavati javnost putem mrežnih stranica. Sva postupanja provode se temeljem Zakona o istraživanju, uređenju i održavanju vojnih groblja, groblja žrtava Drugog svjetskog rata i poslijeratnog razdoblja.